# Oberhessen (Kurhessische Provinz)
Die Provinz Oberhessen war ein Verwaltungsbezirk der mittleren Ebene des Kurfürstentums Hessen und bestand, mit Ausnahme der Jahre 1848–1852, von 1821 bis zur Abschaffung 1868 infolge der Annexion Kurhessens durch Preußen.

## Geschichte
Im Zuge der Verwaltungsreform des Kurfürstentums Hessen von 1821, nach dem Regierungsantritt von Kurfürst Wilhelm II., wurde die Verwaltung des Landes durch ein Organisations-Edikt neu gegliedert und die aus dem 18. Jahrhundert übernommene Verwaltungsstruktur Kurhessens abgelöst. Das Land wurde in vier Provinzen und 22 Kreise eingeteilt. Eine dieser mit Verordnung vom 30. August 1821 geschaffenen Provinzen war die Provinz Oberhessen.
Am 31. Oktober 1848 wurden in Folge der Märzrevolution die kurhessischen Provinzen und Kreise abgeschafft. An ihre Stelle traten neun Bezirke sowie 21 Verwaltungsämter. Die bisherigen Kreise Marburg, Frankenberg und Kirchhain bildeten den Bezirk Marburg, während der Kreis Ziegenhain zum Bezirk Fritzlar kam. Zum 15. September 1851 wurde dies im Rahmen der Reaktion des nun regierenden Kurfürsten Friedrich Wilhelm rückgängig gemacht und die Verwaltungsgliederung von 1821 wiederhergestellt.
Im Preußisch-Österreichischen Krieg 1866 wurde das unterlegene Kurfürstentum Hessen (Hessen-Kassel) durch das Königreich Preußen besetzt, annektiert und schließlich seiner Provinz Hessen-Nassau zugeordnet. Für die annektierten Gebiete bedeutete dies, dass sie 1868 eine Verwaltung nach preußischem Muster erhielten. Während Landkreise eine der preußischen Verwaltung kompatible Einheit darstellten und deshalb unverändert übernommen wurden, galt das für die kurhessischen Provinzen nicht. Diese wurden ersatzlos aufgehoben und die ehemals kurhessischen Landkreise wurden unmittelbar dem Regierungsbezirk Kassel unterstellt.

## Gliederung
Provinzhauptstadt war Marburg. Oberkurhessen war in vier Kreise eingeteilt:
- Kreis Frankenberg
- Kreis Marburg
- Kreis Kirchhain
- Kreis Ziegenhain

## Regierungspräsidenten
Die Verwaltungsspitze der Provinz war die Provinzregierung, an deren Spitze der Regierungspräsident stand.
Regierungspräsidenten
- 1821–1830: Ferdinand Karl Wilhelm Heinrich von Schenck zu Schweinsberg
- 1831–1833: Karl Georg August Schönhals
- 1833–1846: Karl Emil Heinrich Freiherr von Dörnberg
- 1846–1848: Philipp Friedrich Karl Lotz

Nach der Wiederherstellung der Provinz Oberhessen trug der Leiter der Verwaltung den Titel „Vorstand der erneuerten Regierung der Provinz Oberhessen“
- (1851)1852–1865: August Emil Wegner